# جیمز داگلاس، چهارمین ارل مورتون

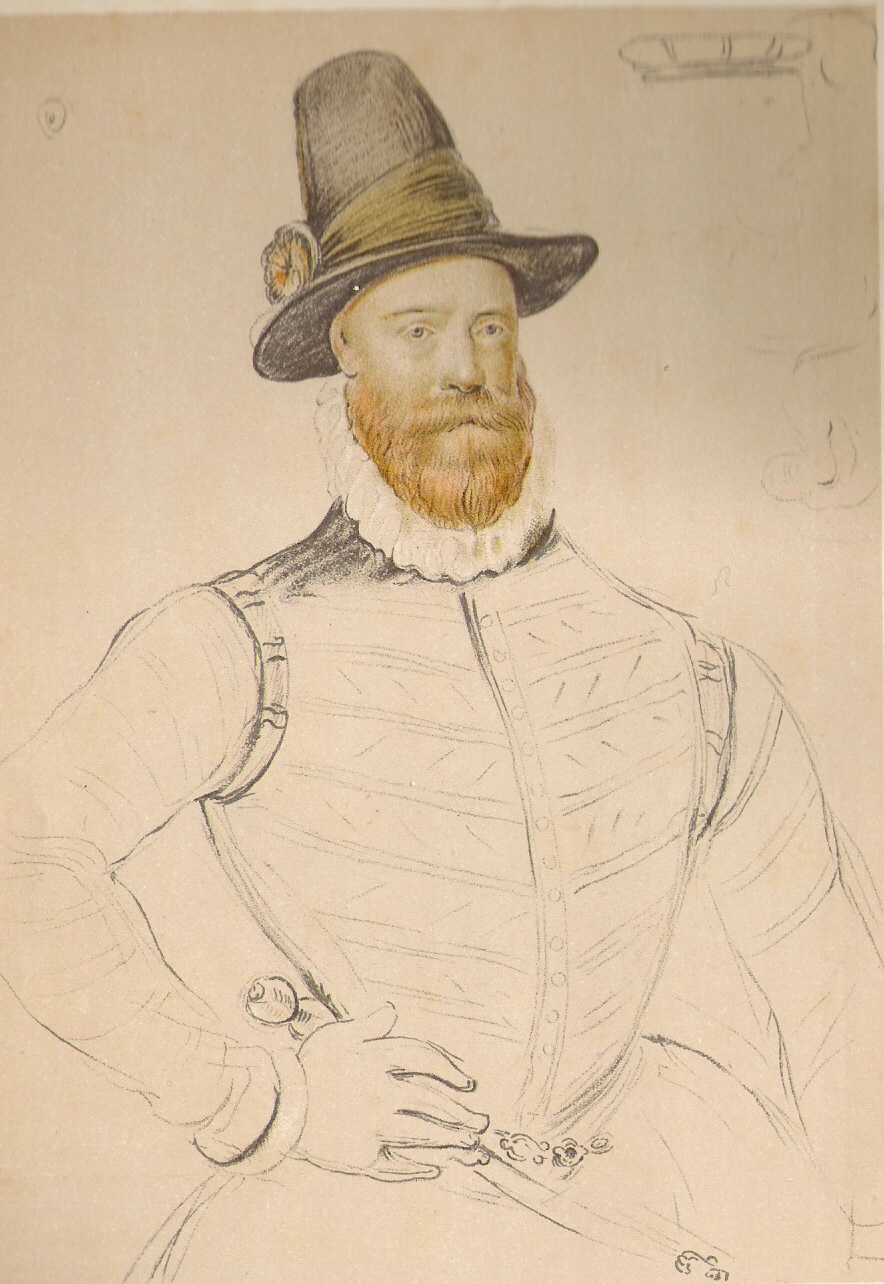
جیمز داگلاس، چهارمین کنت مورتون

جیمز داگلاس، چهارمین کنت مورتون (به انگلیسی: James Douglas) (زادهٔ حدود ۱۵۱۶ میلادی–درگذشتهٔ ۲ ژوئن ۱۵۸۱ میلادی (۶۵ سال)) چهارمین و آخرین نمایندهٔ پادشاه در دورهٔ جیمز یکم در اسکاتلند بود که در ادینبورگ به وسیلهٔ مایدن اسکاتلاندی اعدام شد. او هنگامی که در اسکاتلند نمایندهٔ پادشاه بود این وسیله را برای اعدام مجرمان ساخته بود.